# Liste der Sieger der ATP-World-Tour-250-Turniere (Einzel)

Das Logo der ATP World Tour 250

Die Liste der Sieger der ATP-World-Tour-250-Turniere (Einzel) listet die Sieger der Tennisturniere der ATP Tour 250 (Name seit 2019) sowie der Vorgängerreihen im Einzel auf. Die Turniere der ATP Tour 250 stehen in ihrer Wertigkeit im Herrentennis unterhalb der Grand-Slam- der Masters- und der ATP-Tour-500-Turniere. Die Zahl 250 steht für die Punktzahl, welche an den Sieger eines solchen Turniers vergeben werden. Alle Turniere werden im K.-o.-System durchgeführt, wobei bei manchen Turnieren das Hauptfeld aus 32 Spielern besteht, andere haben auch ein 28er-Hauptfeld, mehr Teilnehmer treten nur im Queen’s Club (56) und in Winston-Salem (48) an.
Ab dem Jahr 2020 besteht die ATP Tour 250 aus 38 Turnieren, wovon nur die Turniere in Delray Beach (32er-Feld) und Winston-Salem (48er-Feld) keinen Einzeldraw bestehend aus 28 Spielern haben. 19 Turniere finden dabei auf Hartplatz, 14 auf Sand und 5 auf Rasen statt. 28 finden im Freien, 10 in der Halle statt.

## Ergebnisse

### 2009 bis 2010
| ATP World Tour 2009 | ATP World Tour 2009 | ATP World Tour 2009    | ATP World Tour 2009   | ATP World Tour 2009 |
| Turnier             | Platzbelag          | Sieger                 | Finalgegner           | Ergebnis            |
| ------------------- | ------------------- | ---------------------- | --------------------- | ------------------- |
| Brisbane            | Hartplatz           | Radek Štěpánek         | Fernando Verdasco     | 3:6, 6:3, 6:4       |
| Doha                | Hartplatz           | Andy Murray            | Andy Roddick          | 6:4, 6:2            |
| Chennai             | Hartplatz           | Marin Čilić            | Somdev Devvarman      | 6:4, 7:63           |
| Auckland            | Hartplatz           | Juan Martín del Potro  | Sam Querrey           | 6:4, 6:4            |
| Sydney              | Hartplatz           | David Nalbandian       | Jarkko Nieminen       | 6:3, 6:79, 6:2      |
| Viña del Mar        | Sand                | Fernando González      | José Acasuso          | 6:1, 6:3            |
| Zagreb              | Hartplatz (i)       | Marin Čilić            | Mario Ančić           | 6:3, 6:4            |
| Johannesburg        | Hartplatz           | Jo-Wilfried Tsonga     | Jérémy Chardy         | 6:4, 7:65           |
| San José            | Hartplatz (i)       | Radek Štěpánek         | Mardy Fish            | 3:6, 6:4, 6:2       |
| Costa do Sauípe     | Sand                | Tommy Robredo          | Thomaz Bellucci       | 6:3, 3:6, 6:4       |
| Marseille           | Hartplatz (i)       | Jo-Wilfried Tsonga     | Michaël Llodra        | 7:5, 7:63           |
| Buenos Aires        | Sand                | Tommy Robredo          | Juan Mónaco           | 7:5, 2:6, 7:65      |
| Delray Beach        | Hartplatz           | Mardy Fish             | Jewgeni Koroljow      | 7:5, 6:3            |
| Casablanca          | Sand                | Juan Carlos Ferrero    | Florent Serra         | 6:4, 7:5            |
| Houston             | Sand                | Lleyton Hewitt         | Wayne Odesnik         | 6:2, 7:5            |
| München             | Sand                | Tomáš Berdych          | Michail Juschny       | 6:4, 4:6, 7:65      |
| Estoril             | Sand                | Albert Montañés        | James Blake           | 5:7, 7:66, 6:0      |
| Belgrad             | Sand                | Novak Đoković          | Łukasz Kubot          | 6:3, 7:60           |
| Kitzbühel           | Sand                | Guillermo García López | Julien Benneteau      | 3:6, 7:61, 6:3      |
| Queen’s Club        | Rasen               | Andy Murray            | James Blake           | 7:5, 6:4            |
| Halle               | Rasen               | Tommy Haas             | Novak Đoković         | 6:3, 6:74, 6:1      |
| ’s-Hertogenbosch    | Rasen               | Benjamin Becker        | Raemon Sluiter        | 7:5, 6:3            |
| Eastbourne          | Rasen               | Dmitri Tursunow        | Frank Dancevic        | 6:3, 7:65           |
| Newport             | Rasen               | Rajeev Ram             | Sam Querrey           | 6:73, 7:5, 6:3      |
| Båstad              | Sand                | Robin Söderling        | Juan Mónaco           | 6:3, 7:64           |
| Stuttgart           | Sand                | Jérémy Chardy          | Victor Hănescu        | 1:6, 6:3, 6:4       |
| Indianapolis        | Hartplatz           | Robby Ginepri          | Sam Querrey           | 6:2, 6:4            |
| Gstaad              | Sand                | Thomaz Bellucci        | Andreas Beck          | 6:4, 7:62           |
| Los Angeles         | Hartplatz           | Sam Querrey            | Carsten Ball          | 6:4, 3:6, 6:1       |
| Umag                | Sand                | Nikolai Dawydenko      | Juan Carlos Ferrero   | 6:3, 6:0            |
| New Haven           | Hartplatz           | Fernando Verdasco      | Sam Querrey           | 6:4, 7:66           |
| Metz                | Hartplatz (i)       | Gaël Monfils           | Philipp Kohlschreiber | 7:61, 3:6, 6:2      |
| Bukarest            | Sand                | Albert Montañés        | Juan Mónaco           | 7:62, 7:66          |
| Bangkok             | Hartplatz (i)       | Gilles Simon           | Viktor Troicki        | 7:5, 6:3            |
| Kuala Lumpur        | Hartplatz (i)       | Nikolai Dawydenko      | Fernando Verdasco     | 6:4, 7:5            |
| Stockholm           | Hartplatz (i)       | Marcos Baghdatis       | Olivier Rochus        | 6:1, 7:5            |
| Moskau              | Hartplatz (i)       | Michail Juschny        | Janko Tipsarević      | 6:75, 6:0, 6:4      |
| Wien                | Hartplatz (i)       | Jürgen Melzer          | Marin Čilić           | 6:4, 6:3            |
| Lyon                | Hartplatz (i)       | Ivan Ljubičić          | Michaël Llodra        | 7:5, 6:3            |
| St. Petersburg      | Hartplatz (i)       | Serhij Stachowskyj     | Horacio Zeballos      | 2:6, 7:68, 7:67     |

| ATP World Tour 2010 | ATP World Tour 2010 | ATP World Tour 2010    | ATP World Tour 2010    | ATP World Tour 2010 |
| Turnier             | Platzbelag          | Sieger                 | Finalgegner            | Ergebnis            |
| ------------------- | ------------------- | ---------------------- | ---------------------- | ------------------- |
| Brisbane            | Hartplatz           | Andy Roddick           | Radek Štěpánek         | 7:67, 7:62          |
| Doha                | Hartplatz           | Nikolai Dawydenko      | Rafael Nadal           | 0:6, 7:68, 6:4      |
| Chennai             | Hartplatz           | Marin Čilić            | Stanislas Wawrinka     | 7:62, 7:63          |
| Auckland            | Hartplatz           | John Isner             | Arnaud Clément         | 6:3, 5:7, 7:62      |
| Sydney              | Hartplatz           | Marcos Baghdatis       | Richard Gasquet        | 6:4, 7:62           |
| Santiago de Chile   | Sand                | Thomaz Bellucci        | Juan Mónaco            | 6:2, 0:6, 6:4       |
| Zagreb              | Hartplatz (i)       | Marin Čilić            | Michael Berrer         | 6:4, 6:75, 6:3      |
| Johannesburg        | Hartplatz           | Feliciano López        | Stéphane Robert        | 7:5, 6:1            |
| San José            | Hartplatz (i)       | Fernando Verdasco      | Andy Roddick           | 3:6, 6:4, 6:4       |
| Costa do Sauípe     | Sand                | Juan Carlos Ferrero    | Łukasz Kubot           | 6:1, 6:0            |
| Marseille           | Hartplatz (i)       | Michaël Llodra         | Julien Benneteau       | 6:3, 6:4            |
| Buenos Aires        | Sand                | Juan Carlos Ferrero    | David Ferrer           | 5:7, 6:4, 6:3       |
| Delray Beach        | Hartplatz           | Ernests Gulbis         | Ivo Karlović           | 6:2, 6:3            |
| Casablanca          | Sand                | Stanislas Wawrinka     | Victor Hănescu         | 6:2, 6:3            |
| Houston             | Sand                | Juan Ignacio Chela     | Sam Querrey            | 5:7, 6:4, 6:3       |
| München             | Sand                | Michail Juschny        | Marin Čilić            | 6:3, 4:6, 6:4       |
| Estoril             | Sand                | Albert Montañés        | Frederico Gil          | 6:2, 6:74, 7:5      |
| Belgrad             | Sand                | Sam Querrey            | John Isner             | 3:6, 7:64, 6:4      |
| Nizza               | Sand                | Richard Gasquet        | Fernando Verdasco      | 6:3, 5:7, 7:65      |
| Queen’s Club        | Rasen               | Sam Querrey            | Mardy Fish             | 7:63, 7:5           |
| Halle               | Rasen               | Lleyton Hewitt         | Roger Federer          | 3:6, 7:64, 6:4      |
| ’s-Hertogenbosch    | Rasen               | Serhij Stachowskyj     | Janko Tipsarević       | 6:3, 6:0            |
| Eastbourne          | Rasen               | Michaël Llodra         | Guillermo García López | 7:5, 6:2            |
| Newport             | Rasen               | Mardy Fish             | Olivier Rochus         | 5:7, 6:3, 6:4       |
| Båstad              | Sand                | Nicolás Almagro        | Robin Söderling        | 7:5, 3:6, 6:2       |
| Stuttgart           | Sand                | Albert Montañés        | Gaël Monfils           | 6:2, 1:2, aufg.     |
| Atlanta             | Hartplatz           | Mardy Fish             | John Isner             | 4:6, 6:4, 7:64      |
| Gstaad              | Sand                | Nicolás Almagro        | Richard Gasquet        | 7:5, 6:1            |
| Los Angeles         | Hartplatz           | Sam Querrey            | Andy Murray            | 5:7, 7:62, 6:2      |
| Umag                | Sand                | Juan Carlos Ferrero    | Potito Starace         | 6:4, 6:4            |
| New Haven           | Hartplatz           | Serhij Stachowskyj     | Denis Istomin          | 3:6, 6:3, 6:4       |
| Metz                | Hartplatz (i)       | Gilles Simon           | Mischa Zverev          | 6:3, 6:2            |
| Bukarest            | Sand                | Juan Ignacio Chela     | Pablo Andújar          | 7:5, 6:1            |
| Bangkok             | Hartplatz (i)       | Guillermo García López | Jarkko Nieminen        | 6:3, 3:6, 6:4       |
| Kuala Lumpur        | Hartplatz (i)       | Michail Juschny        | Andrei Golubew         | 6:77, 6:2, 7:63     |
| Stockholm           | Hartplatz (i)       | Roger Federer          | Florian Mayer          | 6:4, 6:3            |
| Moskau              | Hartplatz (i)       | Viktor Troicki         | Marcos Baghdatis       | 3:6, 6:4, 6:3       |
| Wien                | Hartplatz (i)       | Jürgen Melzer          | Andreas Haider-Maurer  | 6:710, 7:64, 6:4    |
| Montpellier         | Hartplatz (i)       | Gaël Monfils           | Ivan Ljubičić          | 6:2, 5:7, 6:1       |
| St. Petersburg      | Hartplatz (i)       | Michail Kukuschkin     | Michail Juschny        | 6:3, 7:62           |

### 2011 bis 2015
| ATP World Tour 2011 | ATP World Tour 2011 | ATP World Tour 2011   | ATP World Tour 2011   | ATP World Tour 2011   |
| Turnier             | Platzbelag          | Sieger                | Finalgegner           | Ergebnis              |
| ------------------- | ------------------- | --------------------- | --------------------- | --------------------- |
| Brisbane            | Hartplatz           | Robin Söderling       | Andy Roddick          | 6:3, 7:5              |
| Doha                | Hartplatz           | Roger Federer         | Nikolai Dawydenko     | 6:3, 6:4              |
| Chennai             | Hartplatz           | Stanislas Wawrinka    | Xavier Malisse        | 7:5, 4:6, 6:1         |
| Auckland            | Hartplatz           | David Ferrer          | David Nalbandian      | 6:3, 6:2              |
| Sydney              | Hartplatz           | Gilles Simon          | Viktor Troicki        | 7:5, 7:64             |
| Santiago de Chile   | Sand                | Tommy Robredo         | Santiago Giraldo      | 2:6, 6:2, 7:65        |
| Zagreb              | Hartplatz (i)       | Ivan Dodig            | Michael Berrer        | 6:3, 6:4              |
| Johannesburg        | Hartplatz           | Kevin Anderson        | Somdev Devvarman      | 4:6, 6:3, 6:2         |
| San José            | Hartplatz (i)       | Milos Raonic          | Fernando Verdasco     | 7:65, 7:66            |
| Costa do Sauípe     | Sand                | Nicolás Almagro       | Oleksandr Dolhopolow  | 6:3, 7:63             |
| Marseille           | Hartplatz (i)       | Robin Söderling       | Marin Čilić           | 6:78, 6:3, 6:3        |
| Buenos Aires        | Sand                | Nicolás Almagro       | Juan Ignacio Chela    | 6:3, 3:6, 6:4         |
| Delray Beach        | Hartplatz           | Juan Martín del Potro | Janko Tipsarević      | 6:4, 6:4              |
| Casablanca          | Sand                | Pablo Andújar         | Potito Starace        | 6:1, 6:2              |
| Houston             | Sand                | Ryan Sweeting         | Kei Nishikori         | 6:4, 7:63             |
| München             | Sand                | Nikolai Dawydenko     | Florian Mayer         | 6:3, 3:6, 6:1         |
| Estoril             | Sand                | Juan Martín del Potro | Fernando Verdasco     | 6:2, 6:2              |
| Belgrad             | Sand                | Novak Đoković         | Feliciano López       | 7:64, 6:2             |
| Nizza               | Sand                | Nicolás Almagro       | Victor Hănescu        | 6:75, 6:3, 6:3        |
| Halle               | Rasen               | Philipp Kohlschreiber | Philipp Petzschner    | 7:65, 2:0, aufg.      |
| Queen’s Club        | Rasen               | Andy Murray           | Jo-Wilfried Tsonga    | 3:6, 7:62, 6:4        |
| ’s-Hertogenbosch    | Rasen               | Dmitri Tursunow       | Ivan Dodig            | 6:3, 6:2              |
| Eastbourne          | Rasen               | Andreas Seppi         | Janko Tipsarević      | 7:65, 3:6, 5:3, aufg. |
| Newport             | Rasen               | John Isner            | Olivier Rochus        | 6:3, 7:66             |
| Båstad              | Sand                | Robin Söderling       | David Ferrer          | 6:2, 6:2              |
| Stuttgart           | Sand                | Juan Carlos Ferrero   | Pablo Andújar         | 6:4, 6:0              |
| Atlanta             | Hartplatz           | Mardy Fish            | John Isner            | 3:6, 7:66, 6:2        |
| Gstaad              | Sand                | Marcel Granollers     | Fernando Verdasco     | 6:4, 3:6, 6:3         |
| Los Angeles         | Hartplatz           | Ernests Gulbis        | Mardy Fish            | 5:7, 6:4, 6:4         |
| Umag                | Sand                | Oleksandr Dolhopolow  | Marin Čilić           | 6:4, 3:6, 6:3         |
| Kitzbühel           | Sand                | Robin Haase           | Albert Montañés       | 6:4, 4:6, 6:1         |
| Winston-Salem       | Hartplatz           | John Isner            | Julien Benneteau      | 3:6, 6:4, 6:3         |
| Metz                | Hartplatz (i)       | Jo-Wilfried Tsonga    | Ivan Ljubičić         | 6:3, 6:74, 6:3        |
| Bukarest            | Sand                | Florian Mayer         | Pablo Andújar         | 6:3, 6:1              |
| Bangkok             | Hartplatz           | Andy Murray           | Donald Young          | 6:2, 6:0              |
| Kuala Lumpur        | Hartplatz (i)       | Janko Tipsarević      | Marcos Baghdatis      | 6:4, 7:5              |
| Stockholm           | Hartplatz (i)       | Gaël Monfils          | Jarkko Nieminen       | 7:5, 3:6, 6:2         |
| Moskau              | Hartplatz (i)       | Janko Tipsarević      | Viktor Troicki        | 6:4, 6:2              |
| Wien                | Hartplatz (i)       | Jo-Wilfried Tsonga    | Juan Martín del Potro | 6:75, 6:3, 6:4        |
| St. Petersburg      | Hartplatz (i)       | Marin Čilić           | Janko Tipsarević      | 6:3, 3:6, 6:2         |

| ATP World Tour 2012 | ATP World Tour 2012 | ATP World Tour 2012   | ATP World Tour 2012   | ATP World Tour 2012 |
| Turnier             | Platzbelag          | Sieger                | Finalgegner           | Ergebnis            |
| ------------------- | ------------------- | --------------------- | --------------------- | ------------------- |
| Brisbane            | Hartplatz           | Andy Murray           | Oleksandr Dolhopolow  | 6:1, 6:3            |
| Doha                | Hartplatz           | Jo-Wilfried Tsonga    | Gaël Monfils          | 7:5, 6:3            |
| Chennai             | Hartplatz           | Milos Raonic          | Janko Tipsarević      | 6:74, 7:64, 7:64    |
| Sydney              | Hartplatz           | Jarkko Nieminen       | Julien Benneteau      | 6:2, 7:5            |
| Auckland            | Hartplatz           | David Ferrer          | Olivier Rochus        | 6:3, 6:4            |
| Montpellier         | Hartplatz (i)       | Tomáš Berdych         | Gaël Monfils          | 6:2, 4:6, 6:3       |
| Zagreb              | Hartplatz (i)       | Michail Juschny       | Lukáš Lacko           | 6:2, 6:3            |
| Viña del Mar        | Sand                | Juan Mónaco           | Carlos Berlocq        | 6:3, 6:71, 6:1      |
| San José            | Hartplatz (i)       | Milos Raonic          | Denis Istomin         | 7:63, 6:2           |
| São Paulo           | Sand (i)            | Nicolás Almagro       | Filippo Volandri      | 6:3, 4:6, 6:4       |
| Marseille           | Hartplatz (i)       | Juan Martín del Potro | Michaël Llodra        | 6:4, 6:4            |
| Buenos Aires        | Sand                | David Ferrer          | Nicolás Almagro       | 4:6, 6:3, 6:2       |
| Delray Beach        | Hartplatz           | Kevin Anderson        | Marinko Matosevic     | 6:4, 7:62           |
| Casablanca          | Sand                | Pablo Andújar         | Albert Ramos Viñolas  | 6:1, 7:65           |
| Houston             | Sand                | Juan Mónaco           | John Isner            | 6:2, 3:6, 6:3       |
| Bukarest            | Sand                | Gilles Simon          | Fabio Fognini         | 6:4, 6:3            |
| München             | Sand                | Philipp Kohlschreiber | Marin Čilić           | 7:68, 6:3           |
| Estoril             | Sand                | Juan Martín del Potro | Richard Gasquet       | 6:4, 6:2            |
| Belgrad             | Sand                | Andreas Seppi         | Benoît Paire          | 6:3, 6:2            |
| Nizza               | Sand                | Nicolás Almagro       | Brian Baker           | 6:3, 6:2            |
| Halle               | Rasen               | Tommy Haas            | Roger Federer         | 7:65, 6:4           |
| Queen’s Club        | Rasen               | Marin Čilić           | David Nalbandian      | 6:73, 4:3, disq.    |
| ’s-Hertogenbosch    | Rasen               | David Ferrer          | Philipp Petzschner    | 6:3, 6:4            |
| Eastbourne          | Rasen               | Andy Roddick          | Andreas Seppi         | 6:3, 6:2            |
| Newport             | Rasen               | John Isner            | Lleyton Hewitt        | 7:61, 6:4           |
| Båstad              | Sand                | David Ferrer          | Nicolás Almagro       | 6:2, 6:2            |
| Stuttgart           | Sand                | Janko Tipsarević      | Juan Mónaco           | 6:4, 5:7, 6:3       |
| Umag                | Sand                | Marin Čilić           | Marcel Granollers     | 6:4, 6:2            |
| Atlanta             | Hartplatz           | Andy Roddick          | Gilles Müller         | 1:6, 7:62, 6:2      |
| Gstaad              | Sand                | Thomaz Bellucci       | Janko Tipsarević      | 6:76, 6:4, 6:2      |
| Kitzbühel           | Sand                | Robin Haase           | Philipp Kohlschreiber | 6:72, 6:3, 6:2      |
| Los Angeles         | Hartplatz           | Sam Querrey           | Ričardas Berankis     | 6:0, 6:2            |
| Winston-Salem       | Hartplatz           | John Isner            | Tomáš Berdych         | 3:6, 6:4, 7:69      |
| Metz                | Hartplatz (i)       | Jo-Wilfried Tsonga    | Andreas Seppi         | 6:1, 6:2            |
| St. Petersburg      | Hartplatz (i)       | Martin Kližan         | Fabio Fognini         | 6:2, 6:3            |
| Bangkok             | Hartplatz           | Richard Gasquet       | Gilles Simon          | 6:2, 6:1            |
| Kuala Lumpur        | Hartplatz (i)       | Juan Mónaco           | Julien Benneteau      | 7:5, 4:6, 6:3       |
| Stockholm           | Hartplatz (i)       | Tomáš Berdych         | Jo-Wilfried Tsonga    | 4:6, 6:4, 6:4       |
| Moskau              | Hartplatz (i)       | Andreas Seppi         | Thomaz Bellucci       | 3:6, 7:63, 6:3      |
| Wien                | Hartplatz (i)       | Juan Martín del Potro | Grega Žemlja          | 7:5, 6:3            |

| ATP World Tour 2013 | ATP World Tour 2013 | ATP World Tour 2013 | ATP World Tour 2013    | ATP World Tour 2013 |
| Turnier             | Platzbelag          | Sieger              | Finalgegner            | Ergebnis            |
| ------------------- | ------------------- | ------------------- | ---------------------- | ------------------- |
| Doha                | Hartplatz           | Richard Gasquet     | Nikolai Dawydenko      | 3:6, 7:64, 6:3      |
| Chennai             | Hartplatz           | Janko Tipsarević    | Roberto Bautista Agut  | 3:6, 6:1, 6:3       |
| Brisbane            | Hartplatz           | Andy Murray         | Grigor Dimitrow        | 7:60, 6:4           |
| Sydney              | Hartplatz           | Bernard Tomic       | Kevin Anderson         | 6:3, 6:72, 6:3      |
| Auckland            | Hartplatz           | David Ferrer        | Philipp Kohlschreiber  | 7:65, 6:1           |
| Montpellier         | Hartplatz (i)       | Richard Gasquet     | Benoît Paire           | 6:2, 6:3            |
| Zagreb              | Hartplatz (i)       | Marin Čilić         | Jürgen Melzer          | 6:3, 6:1            |
| Viña del Mar        | Sand                | Horacio Zeballos    | Rafael Nadal           | 6:72, 7:66, 6:4     |
| São Paulo           | Sand (i)            | Rafael Nadal        | David Nalbandian       | 6:2, 6:3            |
| San José            | Hartplatz (i)       | Milos Raonic        | Tommy Haas             | 6:4, 6:3            |
| Marseille           | Hartplatz (i)       | Jo-Wilfried Tsonga  | Tomáš Berdych          | 3:6, 7:66, 6:4      |
| Buenos Aires        | Sand                | David Ferrer        | Stanislas Wawrinka     | 6:4, 3:6, 6:1       |
| Delray Beach        | Hartplatz           | Ernests Gulbis      | Édouard Roger-Vasselin | 7:63, 6:3           |
| Houston             | Sand                | John Isner          | Nicolás Almagro        | 6:3, 7:5            |
| Casablanca          | Sand                | Tommy Robredo       | Kevin Anderson         | 7:66, 4:6, 6:3      |
| Bukarest            | Sand                | Lukáš Rosol         | Guillermo García López | 6:3, 6:2            |
| München             | Sand                | Tommy Haas          | Philipp Kohlschreiber  | 6:3, 7:63           |
| Oeiras              | Sand                | Stanislas Wawrinka  | David Ferrer           | 6:1, 6:4            |
| Nizza               | Sand                | Albert Montañés     | Gaël Monfils           | 6:0, 7:63           |
| Düsseldorf          | Sand                | Juan Mónaco         | Jarkko Nieminen        | 6:4, 6:3            |
| Halle               | Rasen               | Roger Federer       | Michail Juschny        | 6:75, 6:3, 6:4      |
| Queen’s Club        | Rasen               | Andy Murray         | Marin Čilić            | 5:7, 7:5, 6:3       |
| ’s-Hertogenbosch    | Rasen               | Nicolas Mahut       | Stanislas Wawrinka     | 6:3, 6:4            |
| Eastbourne          | Rasen               | Feliciano López     | Gilles Simon           | 7:62, 6:75, 6:0     |
| Newport             | Rasen               | Nicolas Mahut       | Lleyton Hewitt         | 5:7, 7:5, 6:3       |
| Båstad              | Sand                | Carlos Berlocq      | Fernando Verdasco      | 7:5, 6:1            |
| Stuttgart           | Sand                | Fabio Fognini       | Philipp Kohlschreiber  | 5:7, 6:4, 6:4       |
| Bogotá              | Hartplatz           | Ivo Karlović        | Alejandro Falla        | 6:3, 7:64           |
| Gstaad              | Sand                | Michail Juschny     | Robin Haase            | 6:3, 6:4            |
| Umag                | Sand                | Tommy Robredo       | Fabio Fognini          | 6:0, 6:3            |
| Atlanta             | Hartplatz           | John Isner          | Kevin Anderson         | 6:73, 7:62, 7:62    |
| Kitzbühel           | Sand                | Marcel Granollers   | Juan Mónaco            | 0:6, 7:63, 6:4      |
| Winston-Salem       | Hartplatz           | Jürgen Melzer       | Gaël Monfils           | 6:3, 2:1, aufg.     |
| Metz                | Hartplatz (i)       | Gilles Simon        | Jo-Wilfried Tsonga     | 6:4, 6:3            |
| St. Petersburg      | Hartplatz (i)       | Ernests Gulbis      | Guillermo García López | 3:6, 6:4, 6:0       |
| Bangkok             | Hartplatz           | Milos Raonic        | Tomáš Berdych          | 7:64, 6:3           |
| Kuala Lumpur        | Hartplatz (i)       | João Sousa          | Julien Benneteau       | 2:6, 7:5, 6:4       |
| Stockholm           | Hartplatz (i)       | Grigor Dimitrow     | David Ferrer           | 2:6, 6:3, 6:4       |
| Moskau              | Hartplatz (i)       | Richard Gasquet     | Michail Kukuschkin     | 4:6, 6:4, 6:4       |
| Wien                | Hartplatz (i)       | Tommy Haas          | Robin Haase            | 6:3, 4:6, 6:4       |

| ATP World Tour 2014 | ATP World Tour 2014 | ATP World Tour 2014    | ATP World Tour 2014    | ATP World Tour 2014 |
| Turnier             | Platzbelag          | Sieger                 | Finalgegner            | Ergebnis            |
| ------------------- | ------------------- | ---------------------- | ---------------------- | ------------------- |
| Doha                | Hartplatz           | Rafael Nadal           | Gaël Monfils           | 6:1, 6:75, 6:2      |
| Chennai             | Hartplatz           | Stanislas Wawrinka     | Édouard Roger-Vasselin | 7:5, 6:2            |
| Brisbane            | Hartplatz           | Lleyton Hewitt         | Roger Federer          | 6:1, 4:6, 6:3       |
| Sydney              | Hartplatz           | Juan Martín del Potro  | Bernard Tomic          | 6:3, 6:1            |
| Auckland            | Hartplatz           | John Isner             | Lu Yen-hsun            | 7:64, 7:67          |
| Montpellier         | Hartplatz           | Gaël Monfils           | Richard Gasquet        | 6:4, 6:4            |
| Zagreb              | Hartplatz           | Marin Čilić            | Tommy Haas             | 6:3, 6:4            |
| Viña del Mar        | Sand                | Fabio Fognini          | Leonardo Mayer         | 6:2, 6:4            |
| Buenos Aires        | Sand                | David Ferrer           | Fabio Fognini          | 6:4, 6:3            |
| Memphis             | Hartplatz (i)       | Kei Nishikori          | Ivo Karlović           | 6:4, 7:60           |
| Marseille           | Hartplatz (i)       | Ernests Gulbis         | Jo-Wilfried Tsonga     | 7:65, 6:4           |
| Delray Beach        | Hartplatz           | Marin Čilić            | Kevin Anderson         | 7:66, 6:77, 6:4     |
| São Paulo           | Sand                | Federico Delbonis      | Paolo Lorenzi          | 4:6, 6:3, 6:4       |
| Houston             | Sand                | Fernando Verdasco      | Nicolás Almagro        | 6:3, 7:64           |
| Casablanca          | Sand                | Guillermo García López | Marcel Granollers      | 5:7, 6:4, 6:3       |
| Bukarest            | Sand                | Grigor Dimitrow        | Lukáš Rosol            | 7:62, 6:1           |
| München             | Sand                | Martin Kližan          | Fabio Fognini          | 2:6, 6:1, 6:2       |
| Oeiras              | Sand                | Carlos Berlocq         | Tomáš Berdych          | 0:6, 7:5, 6:1       |
| Nizza               | Sand                | Ernests Gulbis         | Federico Delbonis      | 6:1, 7:65           |
| Düsseldorf          | Sand                | Philipp Kohlschreiber  | Ivo Karlović           | 6:2, 7:64           |
| Halle               | Rasen               | Roger Federer          | Alejandro Falla        | 7:62, 7:63          |
| Queen’s Club        | Rasen               | Grigor Dimitrow        | Feliciano López        | 6:78, 7:61, 7:66    |
| ’s-Hertogenbosch    | Rasen               | Roberto Bautista Agut  | Benjamin Becker        | 2:6, 7:62, 6:4      |
| Eastbourne          | Rasen               | Feliciano López        | Richard Gasquet        | 6:3, 6:75, 7:5      |
| Newport             | Rasen               | Lleyton Hewitt         | Ivo Karlović           | 6:3, 6:74, 7:63     |
| Båstad              | Sand                | Pablo Cuevas           | João Sousa             | 6:2, 6:1            |
| Stuttgart           | Sand                | Roberto Bautista Agut  | Lukáš Rosol            | 6:3, 4:6, 6:2       |
| Bogotá              | Hartplatz           | Bernard Tomic          | Ivo Karlović           | 7:65, 3:6, 7:64     |
| Gstaad              | Sand                | Pablo Andújar          | Juan Mónaco            | 6:3, 7:5            |
| Umag                | Sand                | Pablo Cuevas           | Tommy Robredo          | 6:3, 6:4            |
| Atlanta             | Hartplatz           | John Isner             | Dudi Sela              | 6:3, 6:4            |
| Kitzbühel           | Sand                | David Goffin           | Dominic Thiem          | 4:6, 6:1, 6:3       |
| Winston-Salem       | Hartplatz           | Lukáš Rosol            | Jerzy Janowicz         | 3:6, 7:63, 7:5      |
| Metz                | Hartplatz (i)       | David Goffin           | João Sousa             | 6:4, 6:3            |
| Shenzhen            | Hartplatz           | Andy Murray            | Tommy Robredo          | 5:7, 7:69, 6:1      |
| Kuala Lumpur        | Hartplatz (i)       | Kei Nishikori          | Julien Benneteau       | 7:64, 6:4           |
| Stockholm           | Hartplatz (i)       | Tomáš Berdych          | Grigor Dimitrow        | 5:7, 6:4, 6:4       |
| Moskau              | Hartplatz (i)       | Marin Čilić            | Roberto Bautista Agut  | 6:4, 6:4            |
| Wien                | Hartplatz (i)       | Andy Murray            | David Ferrer           | 5:7, 6:2, 7:5       |

| ATP World Tour 2015 | ATP World Tour 2015 | ATP World Tour 2015    | ATP World Tour 2015    | ATP World Tour 2015 |
| Turnier             | Platzbelag          | Sieger                 | Finalgegner            | Ergebnis            |
| ------------------- | ------------------- | ---------------------- | ---------------------- | ------------------- |
| Doha                | Hartplatz           | David Ferrer           | Tomáš Berdych          | 6:4, 7:5            |
| Chennai             | Hartplatz           | Stan Wawrinka          | Aljaž Bedene           | 6:3, 6:4            |
| Brisbane            | Hartplatz           | Roger Federer          | Milos Raonic           | 6:4, 6:72, 6:4      |
| Sydney              | Hartplatz           | Viktor Troicki         | Michail Kukuschkin     | 6:2, 6:3            |
| Auckland            | Hartplatz           | Jiří Veselý            | Adrian Mannarino       | 6:3, 6:2            |
| Montpellier         | Hartplatz (i)       | Richard Gasquet        | Jerzy Janowicz         | 3:0, aufg.          |
| Zagreb              | Hartplatz (i)       | Guillermo García López | Andreas Seppi          | 7:64, 6:3           |
| Quito               | Sand                | Víctor Estrella        | Feliciano López        | 6:2, 6:75, 7:65     |
| São Paulo           | Sand (i)            | Pablo Cuevas           | Luca Vanni             | 6:4, 3:6, 7:64      |
| Memphis             | Hartplatz (i)       | Kei Nishikori          | Kevin Anderson         | 6:4, 6:4            |
| Marseille           | Hartplatz (i)       | Gilles Simon           | Gaël Monfils           | 6:4, 1:6, 7:64      |
| Delray Beach        | Hartplatz           | Ivo Karlović           | Donald Young           | 6:3, 6:3            |
| Buenos Aires        | Sand                | Rafael Nadal           | Juan Mónaco            | 6:4, 6:1            |
| Houston             | Sand                | Jack Sock              | Sam Querrey            | 7:69, 7:62          |
| Casablanca          | Sand                | Martin Kližan          | Daniel Gimeno Traver   | 6:2, 6:2            |
| Bukarest            | Sand                | Guillermo García López | Jiří Veselý            | 7:65, 7:611         |
| München             | Sand                | Andy Murray            | Philipp Kohlschreiber  | 7:64, 5:7, 7:64     |
| Estoril             | Sand                | Richard Gasquet        | Nick Kyrgios           | 6:3, 6:2            |
| Istanbul            | Sand                | Roger Federer          | Pablo Cuevas           | 6:3, 7:611          |
| Nizza               | Sand                | Dominic Thiem          | Leonardo Mayer         | 6:78, 7:5, 7:62     |
| Genf                | Sand                | Thomaz Bellucci        | João Sousa             | 7:64, 6:4           |
| ’s-Hertogenbosch    | Rasen               | Nicolas Mahut          | David Goffin           | 7:61, 6:1           |
| Stuttgart           | Rasen               | Rafael Nadal           | Viktor Troicki         | 7:63, 6:3           |
| Nottingham          | Rasen               | Denis Istomin          | Sam Querrey            | 7:61, 7:66          |
| Newport             | Rasen               | Rajeev Ram             | Ivo Karlović           | 7:65, 5:7, 7:62     |
| Båstad              | Sand                | Benoît Paire           | Tommy Robredo          | 7:67, 6:3           |
| Umag                | Sand                | Dominic Thiem          | João Sousa             | 6:4, 6:1            |
| Bogotá              | Hartplatz           | Bernard Tomic          | Adrian Mannarino       | 6:1, 3:6, 6:2       |
| Gstaad              | Sand                | Dominic Thiem          | David Goffin           | 7:5, 6:2            |
| Atlanta             | Hartplatz           | John Isner             | Marcos Baghdatis       | 6:3, 6:3            |
| Kitzbühel           | Sand                | Philipp Kohlschreiber  | Paul-Henri Mathieu     | 2:6, 6:2, 6:2       |
| Winston-Salem       | Hartplatz           | Kevin Anderson         | Pierre-Hugues Herbert  | 6:4, 7:5            |
| Metz                | Hartplatz (i)       | Jo-Wilfried Tsonga     | Gilles Simon           | 7:65, 1:6, 6:2      |
| St. Petersburg      | Hartplatz (i)       | Milos Raonic           | João Sousa             | 6:3, 3:6, 6:3       |
| Shenzhen            | Hartplatz           | Tomáš Berdych          | Guillermo García López | 6:3, 7:67           |
| Kuala Lumpur        | Hartplatz (i)       | David Ferrer           | Feliciano López        | 7:5, 7:5            |
| Stockholm           | Hartplatz (i)       | Tomáš Berdych          | Jack Sock              | 7:61, 6:2           |
| Moskau              | Hartplatz (i)       | Marin Čilić            | Roberto Bautista Agut  | 6:4, 6:4            |
| Valencia            | Hartplatz (i)       | João Sousa             | Roberto Bautista Agut  | 3:6, 6:3, 6:4       |

### 2016 bis 2020
| ATP World Tour 2016 | ATP World Tour 2016 | ATP World Tour 2016   | ATP World Tour 2016    | ATP World Tour 2016 |
| Turnier             | Platzbelag          | Sieger                | Finalgegner            | Ergebnis            |
| ------------------- | ------------------- | --------------------- | ---------------------- | ------------------- |
| Brisbane            | Hartplatz           | Milos Raonic          | Roger Federer          | 6:4, 6:4            |
| Chennai             | Hartplatz           | Stanislas Wawrinka    | Borna Ćorić            | 6:3, 7:5            |
| Doha                | Hartplatz           | Novak Đoković         | Rafael Nadal           | 6:1, 6:2            |
| Auckland            | Hartplatz           | Roberto Bautista Agut | Jack Sock              | 6:1, 1:0, aufg.     |
| Sydney              | Hartplatz           | Viktor Troicki        | Grigor Dimitrow        | 2:6, 6:1, 7:67      |
| Montpellier         | Hartplatz (i)       | Richard Gasquet       | Paul-Henri Mathieu     | 7:5, 6:4            |
| Quito               | Sand                | Víctor Estrella       | Thomaz Bellucci        | 4:6, 7:65, 6:2      |
| Sofia               | Hartplatz (i)       | Roberto Bautista Agut | Viktor Troicki         | 6:3, 6:4            |
| Buenos Aires        | Sand                | Dominic Thiem         | Nicolás Almagro        | 7:62, 3:6, 7:64     |
| Memphis             | Hartplatz (i)       | Kei Nishikori         | Taylor Fritz           | 6:4, 6:4            |
| Delray Beach        | Hartplatz           | Sam Querrey           | Rajeev Ram             | 6:4, 7:66           |
| Marseille           | Hartplatz (i)       | Nick Kyrgios          | Marin Čilić            | 6:2, 7:63           |
| São Paulo           | Sand                | Pablo Cuevas          | Pablo Carreño Busta    | 7:64, 6:3           |
| Marrakesch          | Sand                | Federico Delbonis     | Borna Ćorić            | 6:2, 6:4            |
| Houston             | Sand                | Juan Mónaco           | Jack Sock              | 3:6, 6:3, 7:5       |
| Bukarest            | Sand                | Fernando Verdasco     | Lucas Pouille          | 6:3, 6:2            |
| Estoril             | Sand                | Nicolás Almagro       | Pablo Carreño Busta    | 7:66, 6:75, 6:3     |
| Istanbul            | Sand                | Diego Schwartzman     | Grigor Dimitrow        | 6:75, 7:64, 6:0     |
| München             | Sand                | Philipp Kohlschreiber | Dominic Thiem          | 7:67, 4:6, 7:64     |
| Genf                | Sand                | Stan Wawrinka         | Marin Čilić            | 6:4, 7:611          |
| Nizza               | Sand                | Dominic Thiem         | Alexander Zverev       | 6:4, 3:6, 6:0       |
| ’s-Hertogenbosch    | Rasen               | Nicolas Mahut         | Gilles Müller          | 6:4, 6:4            |
| Stuttgart           | Rasen               | Dominic Thiem         | Philipp Kohlschreiber  | 6:72, 6:4, 6:4      |
| Nottingham          | Rasen               | Steve Johnson         | Pablo Cuevas           | 7:65, 7:5           |
| Båstad              | Sand                | Albert Ramos Viñolas  | Fernando Verdasco      | 6:3, 6:4            |
| Newport             | Rasen               | Ivo Karlović          | Gilles Müller          | 6:72, 7:65, 7:612   |
| Gstaad              | Sand                | Feliciano López       | Robin Haase            | 6:4, 7:5            |
| Kitzbühel           | Sand                | Paolo Lorenzi         | Nikolos Bassilaschwili | 6:3, 6:4            |
| Umag                | Sand                | Fabio Fognini         | Andrej Martin          | 6:4, 6:1            |
| Atlanta             | Hartplatz           | Nick Kyrgios          | John Isner             | 7:63, 7:64          |
| Los Cabos           | Hartplatz           | Ivo Karlović          | Feliciano López        | 7:65, 6:2           |
| Winston-Salem       | Hartplatz           | Pablo Carreño Busta   | Roberto Bautista Agut  | 6:76, 7:61, 6:4     |
| Metz                | Hartplatz (i)       | Lucas Pouille         | Dominic Thiem          | 7:65, 6:2           |
| Sankt Petersburg    | Hartplatz (i)       | Alexander Zverev      | Stan Wawrinka          | 6:2, 3:6, 7:5       |
| Shenzhen            | Hartplatz           | Tomáš Berdych         | Richard Gasquet        | 7:65, 6:72, 6:3     |
| Chengdu             | Hartplatz           | Karen Chatschanow     | Albert Ramos Viñolas   | 6:74, 7:63, 6:3     |
| Moskau              | Hartplatz (i)       | Pablo Carreño Busta   | Fabio Fognini          | 4:6, 6:3, 6:2       |
| Stockholm           | Hartplatz (i)       | Juan Martín del Potro | Jack Sock              | 7:5, 6:1            |
| Antwerpen           | Hartplatz (i)       | Richard Gasquet       | Diego Schwartzman      | 7:64, 6:1           |

| ATP World Tour 2017 | ATP World Tour 2017 | ATP World Tour 2017   | ATP World Tour 2017    | ATP World Tour 2017 |
| Turnier             | Platzbelag          | Sieger                | Finalgegner            | Ergebnis            |
| ------------------- | ------------------- | --------------------- | ---------------------- | ------------------- |
| Brisbane            | Hartplatz           | Grigor Dimitrow       | Kei Nishikori          | 6:2, 2:6, 6:3       |
| Chennai             | Hartplatz           | Roberto Bautista Agut | Daniil Medwedew        | 6:3, 6:4            |
| Doha                | Hartplatz           | Novak Đoković         | Andy Murray            | 6:3, 5:7, 6:4       |
| Sydney              | Hartplatz           | Gilles Müller         | Daniel Evans           | 7:65, 6:2           |
| Auckland            | Hartplatz           | Jack Sock             | João Sousa             | 6:3, 5:7, 6:3       |
| Montpellier         | Hartplatz (i)       | Alexander Zverev      | Richard Gasquet        | 7:64, 6:3           |
| Sofia               | Hartplatz (i)       | Grigor Dimitrow       | David Goffin           | 7:5, 6:4            |
| Quito               | Sand                | Víctor Estrella       | Paolo Lorenzi          | 6:72, 7:5, 7:66     |
| Memphis             | Hartplatz (i)       | Ryan Harrison         | Nikolos Bassilaschwili | 6:1, 6:4            |
| Buenos Aires        | Sand                | Oleksandr Dolhopolow  | Kei Nishikori          | 7:64, 6:4           |
| Delray Beach        | Hartplatz           | Jack Sock             | Milos Raonic           | kampflos            |
| Marseille           | Hartplatz (i)       | Jo-Wilfried Tsonga    | Lucas Pouille          | 6:4, 6:4            |
| São Paulo           | Sand                | Pablo Cuevas          | Albert Ramos Viñolas   | 6:73, 6:4, 6:4      |
| Marrakesch          | Sand                | Borna Ćorić           | Philipp Kohlschreiber  | 5:7, 7:63, 7:5      |
| Houston             | Sand                | Steve Johnson         | Thomaz Bellucci        | 6:4, 4:6, 7:65      |
| Budapest            | Sand                | Lucas Pouille         | Aljaž Bedene           | 6:3, 6:1            |
| Estoril             | Sand                | Pablo Carreño Busta   | Gilles Müller          | 6:2, 7:65           |
| Istanbul            | Sand                | Marin Čilić           | Milos Raonic           | 7:63, 6:3           |
| München             | Sand                | Alexander Zverev      | Guido Pella            | 6:4, 6:3            |
| Genf                | Sand                | Stan Wawrinka         | Mischa Zverev          | 4:6, 6:3, 6:3       |
| Lyon                | Sand                | Jo-Wilfried Tsonga    | Tomáš Berdych          | 7:62, 7:5           |
| ’s-Hertogenbosch    | Rasen               | Gilles Müller         | Ivo Karlović           | 7:65, 7:64          |
| Stuttgart           | Rasen               | Lucas Pouille         | Feliciano López        | 4:6, 7:65, 6:4      |
| Eastbourne          | Rasen               | Novak Đoković         | Gaël Monfils           | 6:3, 6:4            |
| Antalya             | Rasen               | Yūichi Sugita         | Adrian Mannarino       | 6:1, 7:64           |
| Umag                | Sand                | Andrei Rubljow        | Paolo Lorenzi          | 6:4, 6:2            |
| Båstad              | Sand                | David Ferrer          | Oleksandr Dolhopolow   | 6:4, 6:4            |
| Newport             | Rasen               | John Isner            | Matthew Ebden          | 6:3, 7:64           |
| Atlanta             | Hartplatz           | John Isner            | Ryan Harrison          | 7:66, 7:67          |
| Gstaad              | Sand                | Fabio Fognini         | Yannick Hanfmann       | 6:4, 7:5            |
| Los Cabos           | Hartplatz           | Sam Querrey           | Thanasi Kokkinakis     | 6:3, 3:6, 6:2       |
| Kitzbühel           | Sand                | Philipp Kohlschreiber | João Sousa             | 6:3, 6:4            |
| Winston-Salem       | Hartplatz           | Roberto Bautista Agut | Damir Džumhur          | 6:4, 6:4            |
| Metz                | Hartplatz (i)       | Peter Gojowczyk       | Benoît Paire           | 7:5, 6:2            |
| Sankt Petersburg    | Hartplatz (i)       | Damir Džumhur         | Fabio Fognini          | 3:6, 6:4, 6:2       |
| Shenzhen            | Hartplatz           | David Goffin          | Oleksandr Dolhopolow   | 6:4, 6:75, 6:3      |
| Chengdu             | Hartplatz           | Denis Istomin         | Marcos Baghdatis       | 3:2 aufg.           |
| Moskau              | Hartplatz (i)       | Damir Džumhur         | Ričardas Berankis      | 6:2, 1:6, 6:4       |
| Stockholm           | Hartplatz (i)       | Juan Martín del Potro | Grigor Dimitrow        | 6:4, 6:2            |
| Antwerpen           | Hartplatz (i)       | Jo-Wilfried Tsonga    | Diego Schwartzman      | 6:3, 7:5            |

| ATP World Tour 2018 | ATP World Tour 2018 | ATP World Tour 2018   | ATP World Tour 2018   | ATP World Tour 2018 |
| Turnier             | Platzbelag          | Sieger                | Finalgegner           | Ergebnis            |
| ------------------- | ------------------- | --------------------- | --------------------- | ------------------- |
| Brisbane            | Hartplatz           | Nick Kyrgios          | Ryan Harrison         | 6:4, 6:2            |
| Pune                | Hartplatz           | Gilles Simon          | Kevin Anderson        | 7:62, 6:2           |
| Doha                | Hartplatz           | Gaël Monfils          | Andrei Rubljow        | 6:2, 6:3            |
| Auckland            | Hartplatz           | Roberto Bautista Agut | Juan Martín del Potro | 6:1, 4:6, 7:5       |
| Sydney              | Hartplatz           | Daniil Medwedew       | Jan-Lennard Struff    | 1:6, 6:4, 7:5       |
| Montpellier         | Hartplatz (i)       | Lucas Pouille         | Richard Gasquet       | 7:62, 6:4           |
| Quito               | Sand                | Roberto Baena         | Albert Ramos Viñolas  | 6:3, 4:6, 6:4       |
| Sofia               | Hartplatz (i)       | Mirza Bašić           | Marius Copil          | 7:66, 6:74, 6:4     |
| Buenos Aires        | Sand                | Dominic Thiem         | Aljaž Bedene          | 6:2, 6:4            |
| New York            | Hartplatz (i)       | Kevin Anderson        | Sam Querrey           | 4:6, 6:3, 7:61      |
| Delray Beach        | Hartplatz           | Frances Tiafoe        | Peter Gojowczyk       | 6:1, 6:4            |
| Marseille           | Hartplatz (i)       | Karen Chatschanow     | Lucas Pouille         | 7:5, 3:6, 7:5       |
| São Paulo           | Sand                | Fabio Fognini         | Nicolás Jarry         | 1:6, 6:1, 6:4       |
| Houston             | Sand                | Steve Johnson         | Tennys Sandgren       | 7:62, 2:6, 6:4      |
| Marrakesch          | Sand                | Pablo Andújar         | Kyle Edmund           | 6:2, 6:2            |
| Budapest            | Sand                | Marco Cecchinato      | John Millman          | 7:5, 6:4            |
| Estoril             | Sand                | João Sousa            | Frances Tiafoe        | 6:4, 6:4            |
| Istanbul            | Sand                | Taro Daniel           | Malek Jaziri          | 7:64, 6:4           |
| München             | Sand                | Alexander Zverev      | Philipp Kohlschreiber | 6:3, 6:3            |
| Genf                | Sand                | Márton Fucsovics      | Peter Gojowczyk       | 6:2, 6:2            |
| Lyon                | Sand                | Dominic Thiem         | Gilles Simon          | 3:6, 7:61, 6:1      |
| ’s-Hertogenbosch    | Rasen               | Richard Gasquet       | Jérémy Chardy         | 6:3, 7:65           |
| Stuttgart           | Rasen               | Roger Federer         | Milos Raonic          | 6:4, 7:63           |
| Antalya             | Rasen               | Damir Džumhur         | Adrian Mannarino      | 6:1, 1:6, 6:1       |
| Eastbourne          | Rasen               | Mischa Zverev         | Lukáš Lacko           | 6:4, 6:4            |
| Båstad              | Sand                | Fabio Fognini         | Richard Gasquet       | 6:3, 3:6, 6:1       |
| Newport             | Rasen               | Steve Johnson         | Ramkumar Ramanathan   | 7:5, 3:6, 6:2       |
| Umag                | Sand                | Marco Cecchinato      | Guido Pella           | 6:2, 7:64           |
| Atlanta             | Hartplatz           | John Isner            | Ryan Harrison         | 5:7, 6:3, 6:4       |
| Gstaad              | Sand                | Matteo Berrettini     | Roberto Bautista Agut | 7:69, 6:4           |
| Los Cabos           | Hartplatz           | Fabio Fognini         | Juan Martín del Potro | 6:4, 6:2            |
| Kitzbühel           | Sand                | Martin Kližan         | Denis Istomin         | 6:2, 6:2            |
| Winston-Salem       | Hartplatz           | Daniil Medwedew       | Steve Johnson         | 6:4, 6:4            |
| Metz                | Hartplatz (i)       | Gilles Simon          | Matthias Bachinger    | 7:62, 6:1           |
| Sankt Petersburg    | Hartplatz (i)       | Dominic Thiem         | Martin Kližan         | 6:3, 6:1            |
| Chengdu             | Hartplatz           | Bernard Tomic         | Fabio Fognini         | 6:1, 3:6, 7:67      |
| Shenzhen            | Hartplatz           | Yoshihito Nishioka    | Pierre-Hugues Herbert | 7:5, 2:6, 6:4       |
| Antwerpen           | Hartplatz (i)       | Kyle Edmund           | Gaël Monfils          | 3:6, 7:62, 7:64     |
| Moskau              | Hartplatz (i)       | Karen Chatschanow     | Adrian Mannarino      | 6:2, 6:2            |
| Stockholm           | Hartplatz (i)       | Stefanos Tsitsipas    | Ernests Gulbis        | 6:4, 6:4            |

| ATP Tour 2019    | ATP Tour 2019 | ATP Tour 2019         | ATP Tour 2019         | ATP Tour 2019    |
| Turnier          | Platzbelag    | Sieger                | Finalgegner           | Ergebnis         |
| ---------------- | ------------- | --------------------- | --------------------- | ---------------- |
| Brisbane         | Hartplatz     | Kei Nishikori         | Daniil Medwedew       | 6:4, 3:6, 6:2    |
| Pune             | Hartplatz     | Kevin Anderson        | Ivo Karlović          | 7:64, 6:72, 7:65 |
| Doha             | Hartplatz     | Roberto Bautista Agut | Tomáš Berdych         | 6:4, 3:6, 6:3    |
| Auckland         | Hartplatz     | Tennys Sandgren       | Cameron Norrie        | 6:4, 6:2         |
| Sydney           | Hartplatz     | Alex de Minaur        | Andreas Seppi         | 7:5, 7:65        |
| Montpellier      | Hartplatz (i) | Jo-Wilfried Tsonga    | Pierre-Hugues Herbert | 6:4, 6:2         |
| Sofia            | Hartplatz (i) | Daniil Medwedew       | Márton Fucsovics      | 6:4, 6:3         |
| Córdoba          | Sand          | Juan Ignacio Londero  | Guido Pella           | 3:6, 7:5, 6:1    |
| Buenos Aires     | Sand          | Marco Cecchinato      | Diego Schwartzman     | 6:1, 6:2         |
| New York         | Hartplatz (i) | Reilly Opelka         | Brayden Schnur        | 6:1, 6:77, 7:67  |
| Delray Beach     | Hartplatz     | Radu Albot            | Daniel Evans          | 3:6, 6:3, 7:67   |
| Marseille        | Hartplatz (i) | Stefanos Tsitsipas    | Michail Kukuschkin    | 7:5, 7:65        |
| São Paulo        | Sand          | Guido Pella           | Cristian Garín        | 7:5, 6:3         |
| Houston          | Sand          | Cristian Garín        | Casper Ruud           | 7:64, 4:6, 6:3   |
| Marrakesch       | Sand          | Benoît Paire          | Pablo Andújar         | 6:2, 6:3         |
| Budapest         | Sand          | Matteo Berrettini     | Filip Krajinović      | 4:6, 6:3, 6:1    |
| Estoril          | Sand          | Stefanos Tsitsipas    | Pablo Cuevas          | 6:3, 7:64        |
| München          | Sand          | Cristian Garín        | Matteo Berrettini     | 6:1, 3:6, 7:61   |
| Genf             | Sand          | Alexander Zverev      | Nicolás Jarry         | 6:3, 3:6, 7:68   |
| Lyon             | Sand          | Benoît Paire          | Félix Auger-Aliassime | 6:4, 6:3         |
| ’s-Hertogenbosch | Rasen         | Adrian Mannarino      | Jordan Thompson       | 7:67, 6:3        |
| Stuttgart        | Rasen         | Matteo Berrettini     | Félix Auger-Aliassime | 6:4, 7:611       |
| Antalya          | Rasen         | Lorenzo Sonego        | Miomir Kecmanović     | 6:75, 7:65, 6:1  |
| Eastbourne       | Rasen         | Taylor Fritz          | Sam Querrey           | 6:3, 6:4         |
| Båstad           | Sand          | Nicolás Jarry         | Juan Ignacio Londero  | 7:67, 6:4        |
| Newport          | Rasen         | John Isner            | Alexander Bublik      | 7:62, 6:3        |
| Umag             | Sand          | Dušan Lajović         | Attila Balázs         | 7:5, 7:5         |
| Atlanta          | Hartplatz     | Alex de Minaur        | Taylor Fritz          | 6:3, 7:62        |
| Gstaad           | Sand          | Albert Ramos Viñolas  | Cedrik-Marcel Stebe   | 6:3, 6:2         |
| Los Cabos        | Hartplatz     | Diego Schwartzman     | Taylor Fritz          | 7:66, 6:3        |
| Kitzbühel        | Sand          | Dominic Thiem         | Albert Ramos Viñolas  | 7:60, 6:1        |
| Winston-Salem    | Hartplatz     | Hubert Hurkacz        | Benoît Paire          | 6:3, 3:6, 6:3    |
| Metz             | Hartplatz (i) | Jo-Wilfried Tsonga    | Aljaž Bedene          | 6:74, 7:64, 6:3  |
| Sankt Petersburg | Hartplatz (i) | Daniil Medwedew       | Borna Ćorić           | 6:3, 6:1         |
| Chengdu          | Hartplatz     | Pablo Carreño Busta   | Alexander Bublik      | 6:7 5, 6:4, 7:63 |
| Zhuhai           | Hartplatz     | Alex de Minaur        | Adrian Mannarino      | 7:64, 6:4        |
| Antwerpen        | Hartplatz (i) | Andy Murray           | Stan Wawrinka         | 3:6, 6:4, 6:4    |
| Moskau           | Hartplatz (i) | Andrei Rubljow        | Adrian Mannarino      | 6:4, 6:0         |
| Stockholm        | Hartplatz (i) | Denis Shapovalov      | Filip Krajinović      | 6:4, 6:4         |

| ATP Tour 2020     | ATP Tour 2020 | ATP Tour 2020                           | ATP Tour 2020                           | ATP Tour 2020                           |
| Turnier           | Platzbelag    | Sieger                                  | Finalgegner                             | Ergebnis                                |
| ----------------- | ------------- | --------------------------------------- | --------------------------------------- | --------------------------------------- |
| Doha              | Hartplatz     | Andrei Rubljow                          | Corentin Moutet                         | 6:2, 7:63                               |
| Adelaide          | Hartplatz     | Andrei Rubljow                          | Lloyd Harris                            | 6:3, 6:0                                |
| Auckland          | Hartplatz     | Ugo Humbert                             | Benoît Paire                            | 7:62, 3:6, 7:65                         |
| Montpellier       | Hartplatz (i) | Gaël Monfils                            | Vasek Pospisil                          | 7:5, 6:3                                |
| Córdoba           | Sand          | Cristian Garín                          | Diego Schwartzman                       | 2:6, 6:4, 6:0                           |
| Pune              | Hartplatz     | Jiří Veselý                             | Jahor Herassimau                        | 7:62, 5:7, 6:3                          |
| Buenos Aires      | Sand          | Casper Ruud                             | Pedro Sousa                             | 6:1, 6:4                                |
| New York          | Hartplatz (i) | Kyle Edmund                             | Andreas Seppi                           | 7:5, 6:1                                |
| Delray Beach      | Hartplatz     | Reilly Opelka                           | Yoshihito Nishioka                      | 7:5, 6:74, 6:2                          |
| Marseille         | Hartplatz (i) | Stefanos Tsitsipas                      | Félix Auger-Aliassime                   | 6:3, 6:4                                |
| Santiago de Chile | Sand          | Thiago Seyboth Wild                     | Casper Ruud                             | 7:5, 4:6, 6:3                           |
| Houston           | Sand          | Aufgrund der COVID-19-Pandemie abgesagt | Aufgrund der COVID-19-Pandemie abgesagt | Aufgrund der COVID-19-Pandemie abgesagt |
| Marrakesch        | Sand          | Aufgrund der COVID-19-Pandemie abgesagt | Aufgrund der COVID-19-Pandemie abgesagt | Aufgrund der COVID-19-Pandemie abgesagt |
| Budapest          | Sand          | Aufgrund der COVID-19-Pandemie abgesagt | Aufgrund der COVID-19-Pandemie abgesagt | Aufgrund der COVID-19-Pandemie abgesagt |
| Estoril           | Sand          | Aufgrund der COVID-19-Pandemie abgesagt | Aufgrund der COVID-19-Pandemie abgesagt | Aufgrund der COVID-19-Pandemie abgesagt |
| München           | Sand          | Aufgrund der COVID-19-Pandemie abgesagt | Aufgrund der COVID-19-Pandemie abgesagt | Aufgrund der COVID-19-Pandemie abgesagt |
| Genf              | Sand          | Aufgrund der COVID-19-Pandemie abgesagt | Aufgrund der COVID-19-Pandemie abgesagt | Aufgrund der COVID-19-Pandemie abgesagt |
| Lyon              | Sand          | Aufgrund der COVID-19-Pandemie abgesagt | Aufgrund der COVID-19-Pandemie abgesagt | Aufgrund der COVID-19-Pandemie abgesagt |
| ’s-Hertogenbosch  | Rasen         | Aufgrund der COVID-19-Pandemie abgesagt | Aufgrund der COVID-19-Pandemie abgesagt | Aufgrund der COVID-19-Pandemie abgesagt |
| Stuttgart         | Rasen         | Aufgrund der COVID-19-Pandemie abgesagt | Aufgrund der COVID-19-Pandemie abgesagt | Aufgrund der COVID-19-Pandemie abgesagt |
| Eastbourne        | Rasen         | Aufgrund der COVID-19-Pandemie abgesagt | Aufgrund der COVID-19-Pandemie abgesagt | Aufgrund der COVID-19-Pandemie abgesagt |
| Palma             | Rasen         | Aufgrund der COVID-19-Pandemie abgesagt | Aufgrund der COVID-19-Pandemie abgesagt | Aufgrund der COVID-19-Pandemie abgesagt |
| Båstad            | Sand          | Aufgrund der COVID-19-Pandemie abgesagt | Aufgrund der COVID-19-Pandemie abgesagt | Aufgrund der COVID-19-Pandemie abgesagt |
| Newport           | Rasen         | Aufgrund der COVID-19-Pandemie abgesagt | Aufgrund der COVID-19-Pandemie abgesagt | Aufgrund der COVID-19-Pandemie abgesagt |
| Umag              | Sand          | Aufgrund der COVID-19-Pandemie abgesagt | Aufgrund der COVID-19-Pandemie abgesagt | Aufgrund der COVID-19-Pandemie abgesagt |
| Gstaad            | Sand          | Aufgrund der COVID-19-Pandemie abgesagt | Aufgrund der COVID-19-Pandemie abgesagt | Aufgrund der COVID-19-Pandemie abgesagt |
| Los Cabos         | Hartplatz     | Aufgrund der COVID-19-Pandemie abgesagt | Aufgrund der COVID-19-Pandemie abgesagt | Aufgrund der COVID-19-Pandemie abgesagt |
| Atlanta           | Hartplatz     | Aufgrund der COVID-19-Pandemie abgesagt | Aufgrund der COVID-19-Pandemie abgesagt | Aufgrund der COVID-19-Pandemie abgesagt |
| Kitzbühel         | Sand          | Miomir Kecmanović                       | Yannick Hanfmann                        | 6:4, 6:4                                |
| Winston-Salem     | Hartplatz     | Aufgrund der COVID-19-Pandemie abgesagt | Aufgrund der COVID-19-Pandemie abgesagt | Aufgrund der COVID-19-Pandemie abgesagt |
| Metz              | Hartplatz (i) | Aufgrund der COVID-19-Pandemie abgesagt | Aufgrund der COVID-19-Pandemie abgesagt | Aufgrund der COVID-19-Pandemie abgesagt |
| Chengdu           | Hartplatz     | Aufgrund der COVID-19-Pandemie abgesagt | Aufgrund der COVID-19-Pandemie abgesagt | Aufgrund der COVID-19-Pandemie abgesagt |
| Zhuhai            | Hartplatz     | Aufgrund der COVID-19-Pandemie abgesagt | Aufgrund der COVID-19-Pandemie abgesagt | Aufgrund der COVID-19-Pandemie abgesagt |
| Köln              | Hartplatz (i) | Alexander Zverev                        | Félix Auger-Aliassime                   | 6:3, 6:3                                |
| Cagliari          | Sand          | Laslo Đere                              | Marco Cecchinato                        | 7:63, 7:5                               |
| Antwerpen         | Hartplatz (i) | Ugo Humbert                             | Alex de Minaur                          | 6:1, 7:64                               |
| Köln              | Hartplatz (i) | Alexander Zverev                        | Diego Schwartzman                       | 6:2, 6:1                                |
| Nur-Sultan        | Hartplatz (i) | John Millman                            | Adrian Mannarino                        | 7:5, 6:1                                |
| Moskau            | Hartplatz (i) | Aufgrund der COVID-19-Pandemie abgesagt | Aufgrund der COVID-19-Pandemie abgesagt | Aufgrund der COVID-19-Pandemie abgesagt |
| Stockholm         | Hartplatz (i) | Aufgrund der COVID-19-Pandemie abgesagt | Aufgrund der COVID-19-Pandemie abgesagt | Aufgrund der COVID-19-Pandemie abgesagt |
| Sofia             | Hartplatz (i) | Jannik Sinner                           | Vasek Pospisil                          | 6:4 3:6 7:63                            |

### 2021 bis 2025
| ATP Tour 2021     | ATP Tour 2021 | ATP Tour 2021          | ATP Tour 2021         | ATP Tour 2021  |
| Turnier           | Platzbelag    | Sieger                 | Finalgegner           | Ergebnis       |
| ----------------- | ------------- | ---------------------- | --------------------- | -------------- |
| Delray Beach      | Hartplatz     | Hubert Hurkacz         | Sebastian Korda       | 6:3, 6:3       |
| Antalya           | Hartplatz     | Alex de Minaur         | Alexander Bublik      | 2:0 aufgg.     |
| Melbourne         | Hartplatz     | Jannik Sinner          | Stefano Travaglia     | 7:64, 6:4      |
| Melbourne         | Hartplatz     | Daniel Evans           | Félix Auger-Aliassime | 6:2, 6:3       |
| Córdoba           | Sand          | Juan Manuel Cerúndolo  | Albert Ramos Viñolas  | 6:0, 2:6, 6:2  |
| Montpellier       | Hartplatz (i) | David Goffin           | Roberto Bautista Agut | 5:7, 6:4, 6:2  |
| Singapur          | Hartplatz (i) | Alexei Popyrin         | Alexander Bublik      | 4:6, 6:0, 6:2  |
| Buenos Aires      | Sand          | Diego Schwartzman      | Francisco Cerúndolo   | 6:1, 6:2       |
| Doha              | Hartplatz     | Nikolos Bassilaschwili | Roberto Bautista Agut | 7:65, 6:2      |
| Marseille         | Hartplatz (i) | Daniil Medwedew        | Pierre-Hugues Herbert | 6:4, 6:74, 6:4 |
| Santiago de Chile | Sand          | Cristian Garín         | Facundo Bagnis        | 6:4, 6:73, 7:5 |
| Cagliari          | Sand          | Lorenzo Sonego         | Laslo Đere            | 2:6, 7:65, 6:4 |
| Marbella          | Sand          | Pablo Carreño Busta    | Jaume Munar           | 6:1, 2:6, 6:4  |
| Belgrad           | Sand          | Matteo Berrettini      | Aslan Karazew         | 6:1, 3:6, 7:60 |
| Estoril           | Sand          | Albert Ramos Viñolas   | Cameron Norrie        | 4:6, 6:3, 7:63 |
| München           | Sand          | Nikolos Bassilaschwili | Jan-Lennard Struff    | 6:4, 7:65      |
| Genf              | Sand          | Casper Ruud            | Denis Shapovalov      | 7:66, 6:4      |
| Lyon              | Sand          | Stefanos Tsitsipas     | Cameron Norrie        | 6:3, 6:3       |
| Belgrad           | Sand          | Novak Đoković          | Alex Molčan           | 6:4, 6:3       |
| Parma             | Sand          | Sebastian Korda        | Marco Cecchinato      | 6:2, 6:4       |
| Stuttgart         | Rasen         | Marin Čilić            | Félix Auger-Aliassime | 7:62, 6:3      |
| Eastbourne        | Rasen         | Alex de Minaur         | Lorenzo Sonego        | 4:6, 6:4, 7:65 |
| Santa Ponça       | Rasen         | Daniil Medwedew        | Sam Querrey           | 6:4, 6:2       |
| Båstad            | Sand          | Casper Ruud            | Federico Coria        | 6:3, 6:3       |
| Newport           | Rasen         | Kevin Anderson         | Jenson Brooksby       | 7:68, 6:4      |
| Los Cabos         | Hartplatz     | Cameron Norrie         | Brandon Nakashima     | 6:2, 6:2       |
| Gstaad            | Sand          | Casper Ruud            | Hugo Gaston           | 6:3, 6:2       |
| Umag              | Sand          | Carlos Alcaraz         | Richard Gasquet       | 6:2, 6:2       |
| Atlanta           | Hartplatz     | John Isner             | Brandon Nakashima     | 7:68, 7:5      |
| Kitzbühel         | Sand          | Casper Ruud            | Pedro Martínez        | 6:1, 4:6, 6:3  |
| Winston-Salem     | Hartplatz     | Ilja Iwaschka          | Mikael Ymer           | 6:0, 6:2       |
| Metz              | Hartplatz (i) | Hubert Hurkacz         | Pablo Carreño Busta   | 7:62, 6:3      |
| Nur-Sultan        | Hartplatz (i) | Kwon Soon-woo          | James Duckworth       | 7:66, 6:3      |
| San Diego         | Hartplatz     | Casper Ruud            | Cameron Norrie        | 6:0, 6:2       |
| Sofia             | Hartplatz (i) | Jannik Sinner          | Gaël Monfils          | 6:3, 6:4       |
| Antwerpen         | Hartplatz (i) | Jannik Sinner          | Diego Schwartzman     | 6:2, 6:2       |
| Moskau            | Hartplatz (i) | Aslan Karazew          | Marin Čilić           | 6:2, 6:4       |
| Sankt Petersburg  | Hartplatz (i) | Marin Čilić            | Taylor Fritz          | 7:63, 4:6, 6:4 |
| Stockholm         | Hartplatz (i) | Tommy Paul             | Denis Shapovalov      | 6:4, 2:6, 6:4  |

| ATP Tour 2022     | ATP Tour 2022 | ATP Tour 2022         | ATP Tour 2022           | ATP Tour 2022   |
| Turnier           | Platzbelag    | Sieger                | Finalgegner             | Ergebnis        |
| ----------------- | ------------- | --------------------- | ----------------------- | --------------- |
| Adelaide          | Hartplatz     | Gaël Monfils          | Karen Chatschanow       | 6:4, 6:4        |
| Melbourne         | Hartplatz     | Rafael Nadal          | Maxime Cressy           | 7:66, 6:3       |
| Sydney            | Hartplatz     | Aslan Karazew         | Andy Murray             | 6:3, 6:3        |
| Adelaide          | Hartplatz     | Thanasi Kokkinakis    | Arthur Rinderknech      | 6:76, 7:65, 6:3 |
| Córdoba           | Sand          | Albert Ramos Viñolas  | Alejandro Tabilo        | 4:6, 6:3, 6:4   |
| Montpellier       | Hartplatz (i) | Alexander Bublik      | Alexander Zverev        | 6:4, 6:3        |
| Pune              | Hartplatz     | João Sousa            | Emil Ruusuvuori         | 7:69, 4:6, 6:1  |
| Buenos Aires      | Sand          | Casper Ruud           | Diego Schwartzman       | 5:7, 6:2, 6:3   |
| Dallas            | Hartplatz (i) | Reilly Opelka         | Jenson Brooksby         | 7:65, 7:63      |
| Delray Beach      | Hartplatz     | Cameron Norrie        | Reilly Opelka           | 7:61, 7:64      |
| Doha              | Hartplatz     | Roberto Bautista Agut | Nikolos Bassilaschwili  | 6:3, 6:4        |
| Marseille         | Hartplatz (i) | Andrei Rubljow        | Félix Auger-Aliassime   | 7:5, 7:64       |
| Santiago de Chile | Sand          | Pedro Martínez        | Sebastián Báez          | 4:6, 6:4, 6:4   |
| Houston           | Sand          | Reilly Opelka         | John Isner              | 6:3, 7:67       |
| Marrakesch        | Sand          | David Goffin          | Alex Molčan             | 3:6, 6:3, 6:3   |
| Belgrad           | Sand          | Andrei Rubljow        | Novak Đoković           | 6:2, 6:74, 6:0  |
| Estoril           | Sand          | Sebastián Báez        | Frances Tiafoe          | 6:3, 6:2        |
| München           | Sand          | Holger Rune           | Botic van de Zandschulp | 3:4 aufgg.      |
| Genf              | Sand          | Casper Ruud           | João Sousa              | 7:63, 4:6, 7:61 |
| Lyon              | Sand          | Cameron Norrie        | Alex Molčan             | 6:3, 6:73, 6:1  |
| s-Hertogenbosch   | Rasen         | Tim van Rijthoven     | Daniil Medwedew         | 6:4, 6:1        |
| Stuttgart         | Rasen         | Matteo Berrettini     | Andy Murray             | 6:4, 5:7, 6:3   |
| Eastbourne        | Rasen         | Taylor Fritz          | Maxime Cressy           | 6:2, 6:74, 7:64 |
| Santa Ponça       | Rasen         | Stefanos Tsitsipas    | Roberto Bautista Agut   | 6:4, 3:6, 7:62  |
| Båstad            | Sand          | Francisco Cerúndolo   | Sebastián Báez          | 7:64, 6:2       |
| Newport           | Rasen         | Maxime Cressy         | Alexander Bublik        | 2:6, 6:3, 7:63  |
| Gstaad            | Sand          | Casper Ruud           | Matteo Berrettini       | 4:6, 7:64, 6:2  |
| Umag              | Sand          | Jannik Sinner         | Carlos Alcaraz          | 6:75, 6:1, 6:1  |
| Atlanta           | Hartplatz     | Alex de Minaur        | Jenson Brooksby         | 6:3, 6:3        |
| Kitzbühel         | Sand          | Roberto Bautista Agut | Filip Misolic           | 6:2, 6:2        |
| Los Cabos         | Hartplatz     | Daniil Medwedew       | Cameron Norrie          | 7:5, 6:0        |
| Winston-Salem     | Hartplatz     | Adrian Mannarino      | Laslo Đere              | 7:61, 6:4       |
| Metz              | Hartplatz (i) | Lorenzo Sonego        | Alexander Bublik        | 7:63, 6:2       |
| San Diego         | Hartplatz (i) | Brandon Nakashima     | Marcos Giron            | 6:4, 6:4        |
| Sofia             | Hartplatz (i) | Marc-Andrea Hüsler    | Holger Rune             | 6:4, 7:68       |
| Seoul             | Hartplatz     | Yoshihito Nishioka    | Denis Shapovalov        | 6:4, 7:65       |
| Tel Aviv          | Hartplatz (i) | Novak Đoković         | Marin Čilić             | 6:3, 6:4        |
| Florenz           | Hartplatz (i) | Félix Auger-Aliassime | J. J. Wolf              | 6:4, 6:4        |
| Gijón             | Hartplatz (i) | Andrei Rubljow        | Sebastian Korda         | 6:2, 6:3        |
| Antwerpen         | Hartplatz (i) | Félix Auger-Aliassime | Sebastian Korda         | 6:3, 6:4        |
| Neapel            | Hartplatz     | Lorenzo Musetti       | Matteo Berrettini       | 7:65, 6:2       |
| Stockholm         | Hartplatz (i) | Holger Rune           | Stefanos Tsitsipas      | 6:4, 6:4        |

| ATP Tour 2023     | ATP Tour 2023 | ATP Tour 2023           | ATP Tour 2023           | ATP Tour 2023     |
| Turnier           | Platzbelag    | Sieger                  | Finalgegner             | Ergebnis          |
| ----------------- | ------------- | ----------------------- | ----------------------- | ----------------- |
| Adelaide          | Hartplatz     | Novak Đoković           | Sebastian Korda         | 6:78, 7:63, 6:4   |
| Pune              | Hartplatz     | Tallon Griekspoor       | Benjamin Bonzi          | 4:6, 7:5, 6:3     |
| Adelaide          | Hartplatz     | Kwon Soon-woo           | Roberto Bautista Agut   | 6:4, 3:6, 7:64    |
| Auckland          | Hartplatz     | Richard Gasquet         | Cameron Norrie          | 4:6, 6:4, 6:4     |
| Córdoba           | Sand          | Sebastián Báez          | Federico Coria          | 6:1, 3:6, 6:3     |
| Dallas            | Hartplatz     | Wu Yibing               | John Isner              | 6:74, 7:63, 7:612 |
| Montpellier       | Hartplatz (i) | Jannik Sinner           | Maxime Cressy           | 7:63, 6:3         |
| Buenos Aires      | Sand          | Carlos Alcaraz          | Cameron Norrie          | 6:3, 7:5          |
| Delray Beach      | Hartplatz     | Taylor Fritz            | Miomir Kecmanović       | 6:0, 5:7, 6:2     |
| Doha              | Hartplatz     | Daniil Medwedew         | Andy Murray             | 6:4, 6:4          |
| Marseille         | Hartplatz (i) | Hubert Hurkacz          | Benjamin Bonzi          | 6:3, 7:64         |
| Santiago de Chile | Sand          | Nicolás Jarry           | Tomás Martín Etcheverry | 6:75, 7:65, 6:2   |
| Houston           | Sand          | Frances Tiafoe          | Tomás Martín Etcheverry | 7:61, 7:66        |
| Marrakesch        | Sand          | Roberto Carballés Baena | Alexandre Müller        | 4:6, 7:63, 6:2    |
| Estoril           | Sand          | Casper Ruud             | Miomir Kecmanović       | 6:2, 7:63         |
| Banja Luka        | Sand          | Dušan Lajović           | Andrei Rubljow          | 6:3, 4:6, 6:4     |
| München           | Sand          | Holger Rune             | Botic van de Zandschulp | 6:4, 1:6, 7:63    |
| Genf              | Sand          | Nicolás Jarry           | Grigor Dimitrow         | 7:61, 6:1         |
| Lyon              | Sand          | Arthur Fils             | Francisco Cerúndolo     | 6:3, 7:5          |
| Stuttgart         | Rasen         | Frances Tiafoe          | Jan-Lennard Struff      | 4:6, 7:61, 7:68   |
| ’s-Hertogenbosch  | Rasen         | Tallon Griekspoor       | Jordan Thompson         | 6:74, 7:63, 6:3   |
| Santa Ponça       | Rasen         | Christopher Eubanks     | Adrian Mannarino        | 6:1, 6:4          |
| Eastbourne        | Rasen         | Francisco Cerúndolo     | Tommy Paul              | 6:4, 1:6, 6:4     |
| Newport           | Rasen         | Adrian Mannarino        | Alex Michelsen          | 6:2, 6:4          |
| Gstaad            | Sand          | Pedro Cachín            | Albert Ramos Viñolas    | 3:6, 6:0, 7:5     |
| Båstad            | Sand          | Andrei Rubljow          | Casper Ruud             | 7:63, 6:0         |
| Atlanta           | Hartplatz     | Taylor Fritz            | Aleksandar Vukic        | 7:5, 6:75, 6:4    |
| Umag              | Sand          | Alexei Popyrin          | Stan Wawrinka           | 6:75, 6:3, 6:4    |
| Cabo San Lucas    | Hartplatz     | Stefanos Tsitsipas      | Alex de Minaur          | 6:3, 6:4          |
| Kitzbühel         | Sand          | Sebastián Báez          | Dominic Thiem           | 6:3, 6:1          |
| Winston-Salem     | Hartplatz     | Sebastián Báez          | Jiří Lehečka            | 6:4, 6:3          |
| Chengdu           | Hartplatz     | Alexander Zverev        | Roman Safiullin         | 6:72, 7:65, 6:3   |
| Zhuhai            | Hartplatz     | Karen Chatschanow       | Yoshihito Nishioka      | 7:62, 6:1         |
| Astana            | Hartplatz (i) | Adrian Mannarino        | Sebastian Korda         | 4:6, 6:3, 6:2     |
| Antwerpen         | Hartplatz (i) | Alexander Bublik        | Arthur Fils             | 6:4, 6:4          |
| Stockholm         | Hartplatz (i) | Gaël Monfils            | Pawel Kotow             | 4:6, 7:66, 6:3    |
| Metz              | Hartplatz (i) | Ugo Humbert             | Alexander Schewtschenko | 6:3, 6:3          |
| Sofia             | Hartplatz (i) | Adrian Mannarino        | Jack Draper             | 7:62, 2:6, 6:3    |

| ATP Tour 2024     | ATP Tour 2024 | ATP Tour 2024              | ATP Tour 2024           | ATP Tour 2024  |
| Turnier           | Platzbelag    | Sieger                     | Finalgegner             | Ergebnis       |
| ----------------- | ------------- | -------------------------- | ----------------------- | -------------- |
| Hongkong          | Hartplatz     | Andrei Rubljow             | Emil Ruusuvuori         | 6:4, 6:4       |
| Brisbane          | Hartplatz     | Grigor Dimitrow            | Holger Rune             | 7:65, 6:4      |
| Adelaide          | Hartplatz     | Jiří Lehečka               | Jack Draper             | 4:6, 6:4, 6:3  |
| Auckland          | Hartplatz     | Alejandro Tabilo           | Taro Daniel             | 6:2, 7:5       |
| Montpellier       | Hartplatz (i) | Alexander Bublik           | Borna Ćorić             | 5:7, 6:2, 6:3  |
| Córdoba           | Sand          | Luciano Darderi            | Facundo Bagnis          | 6:1, 6:4       |
| Dallas            | Hartplatz     | Tommy Paul                 | Marcos Giron            | 7:63, 5:7, 6:3 |
| Marseille         | Hartplatz (i) | Ugo Humbert                | Grigor Dimitrow         | 6:4, 6:3       |
| Buenos Aires      | Sand          | Facundo Díaz Acosta        | Nicolás Jarry           | 6:3, 6:4       |
| Delray Beach      | Hartplatz     | Taylor Fritz               | Tommy Paul              | 6:2, 6:3       |
| Doha              | Hartplatz     | Karen Chatschanow          | Jakub Menšík            | 7:612, 6:4     |
| Cabo San Lucas    | Hartplatz     | Jordan Thompson            | Casper Ruud             | 6:3, 7:64      |
| Santiago de Chile | Sand          | Sebastián Báez             | Alejandro Tabilo        | 3:6, 6:0, 6:4  |
| Houston           | Sand          | Ben Shelton                | Frances Tiafoe          | 7:5, 4:6, 6:3  |
| Marrakesch        | Sand          | Matteo Berrettini          | Roberto Carballés Baena | 7:5, 6:2       |
| Estoril           | Sand          | Hubert Hurkacz             | Pedro Martínez          | 6:3, 6:4       |
| Bukarest          | Sand          | Márton Fucsovics           | Mariano Navone          | 6:4, 7:5       |
| München           | Sand          | Jan-Lennard Struff         | Taylor Fritz            | 7:5, 6:3       |
| Genf              | Sand          | Casper Ruud                | Tomáš Macháč            | 7:5, 6:3       |
| Lyon              | Sand          | Giovanni Mpetshi Perricard | Tomás Martín Etcheverry | 6:4, 1:6, 7:67 |
| Stuttgart         | Rasen         | Jack Draper                | Matteo Berrettini       | 3:6, 7:65, 6:4 |
| ’s-Hertogenbosch  | Rasen         | Alex de Minaur             | Sebastian Korda         | 6:2, 6:4       |
| Santa Ponça       | Rasen         | Alejandro Tabilo           | Sebastian Ofner         | 6:3, 6:4       |
| Eastbourne        | Rasen         | Taylor Fritz               | Max Purcell             | 6:4, 6:3       |
| Newport           | Rasen         | Marcos Giron               | Alex Michelsen          | 6:74, 6:3, 7:5 |
| Gstaad            | Sand          | Matteo Berrettini          | Quentin Halys           | 6:3, 6:1       |
| Båstad            | Sand          | Nuno Borges                | Rafael Nadal            | 6:3, 6:2       |
| Atlanta           | Hartplatz     | Yoshihito Nishioka         | Jordan Thompson         | 4:6, 7:62, 6:2 |
| Umag              | Sand          | Francisco Cerúndolo        | Lorenzo Musetti         | 2:6, 6:4, 7:65 |
| Kitzbühel         | Sand          | Matteo Berrettini          | Hugo Gaston             | 7:5, 6:3       |
| Winston-Salem     | Hartplatz     | Lorenzo Sonego             | Alex Michelsen          | 6:0, 6:3       |
| Chengdu           | Hartplatz     | Shang Juncheng             | Lorenzo Musetti         | 7:64, 6:1      |
| Hangzhou          | Hartplatz     | Marin Čilić                | Zhang Zhizhen           | 7:65, 7:65     |
| Almaty            | Hartplatz (i) | Karen Chatschanow          | Gabriel Diallo          | 6:2, 5:7, 6:3  |
| Antwerpen         | Hartplatz (i) | Roberto Bautista Agut      | Jiří Lehečka            | 7:5, 6:1       |
| Stockholm         | Hartplatz (i) | Tommy Paul                 | Grigor Dimitrow         | 6:4, 6:3       |
| Metz              | Hartplatz (i) | Benjamin Bonzi             | Cameron Norrie          | 7:66, 6:4      |
| Belgrad           | Hartplatz (i) | Denis Shapovalov           | Hamad Međedović         | 6:4, 6:1       |

| ATP Tour 2025     | ATP Tour 2025 | ATP Tour 2025 | ATP Tour 2025 | ATP Tour 2025 |
| Turnier           | Platzbelag    | Sieger        | Finalgegner   | Ergebnis      |
| ----------------- | ------------- | ------------- | ------------- | ------------- |
| Hongkong          | Hartplatz     |               |               |               |
| Brisbane          | Hartplatz     |               |               |               |
| Adelaide          | Hartplatz     |               |               |               |
| Auckland          | Hartplatz     |               |               |               |
| Montpellier       | Hartplatz (i) |               |               |               |
| Marseille         | Hartplatz (i) |               |               |               |
| Santiago de Chile | Sand          |               |               |               |
| Buenos Aires      | Sand          |               |               |               |
| Delray Beach      | Hartplatz     |               |               |               |
| Houston           | Sand          |               |               |               |
| Marrakesch        | Sand          |               |               |               |
| Bukarest          | Sand          |               |               |               |
| Genf              | Sand          |               |               |               |
| Stuttgart         | Rasen         |               |               |               |
| ’s-Hertogenbosch  | Rasen         |               |               |               |
| Santa Ponça       | Rasen         |               |               |               |
| Eastbourne        | Rasen         |               |               |               |
| Gstaad            | Sand          |               |               |               |
| Cabo San Lucas    | Hartplatz     |               |               |               |
| Båstad            | Sand          |               |               |               |
| Umag              | Sand          |               |               |               |
| Kitzbühel         | Sand          |               |               |               |
| Winston-Salem     | Hartplatz     |               |               |               |
| Chengdu           | Hartplatz     |               |               |               |
| Hangzhou          | Hartplatz     |               |               |               |
| Almaty            | Hartplatz (i) |               |               |               |
| Brüssel           | Hartplatz (i) |               |               |               |
| Stockholm         | Hartplatz (i) |               |               |               |
| Metz              | Hartplatz (i) |               |               |               |
| Gijón             | Hartplatz (i) |               |               |               |